# Велике Яниково
Велике Я́никово (рос. Большое Яниково, чув. Пысӑк Енккасси) — присілок у складі Урмарського району Чувашії, Росія. Адміністративний центр Великояниковського сільського поселення.
Населення — 442 особи (2010; 541 у 2002).
Національний склад:
- чуваші — 97 %